# ファディ・マダーニ
ファディ・マダーニ（Fady Madani）は、アメリカ合衆国のプロレスラー。ファフド・ラクマン（Fahd Rakman）のリングネームでWWE傘下のFCWに所属していた。

## 来歴
プロレスラーになる以前はプロボクサーとして活躍していた。2007年8月にIWF（Independent Wrestling Federation）のレスリング・スクールでトレーニングを開始。2008年、IWFにてプロレスラーとしてデビュー。2010年5月にケビン・ナイトからIWFヘビー級王座を奪取。ケビン・ナイトが元WWE所属であり、WWEの関係者がIWFを視察しに来ていたことからマダーニに注目。ナイトの紹介もあって7月にWWEとディペロップメント契約を交わすことになった。8月に傘下団体であるFCWにファフド・ラクマン（Fahd Rakman）のリングネームでデビュー。インド系アメリカ人であることから、同じインド系であるジンダー・マハルとタッグを組む機会が多い。
11月、リリースとなる。

## 得意技
- パワースラム
- パワーボム
- クローズライン
- スパイン・バスター

## 獲得タイトル
- IWFヘビー級王座 : 1回